# Afrikanischer Süßwasserschwamm
Der Afrikanische Süßwasserschwamm (Eunapius carteri) ist eine Art der Schwämme aus der Familie der Süßwasserschwämme (Spongillidae). Der Süßwasserschwamm wurde auch in Europa bekannt, nachdem er wahrscheinlich von Aquarianern eingeschleppt worden war und seit den 90er Jahren als Neozoon auch in Gewässern in Deutschland gefunden wurde.

## Beschreibung
Der Afrikanische Süßwasserschwamm lebt symbiotisch mit Algen zusammen und erscheint aus diesem Grund grünlich braun.
Die Gemmoskleren (Sklerite) sind tangential in mehrere Schichten, aus dickerem Gewebe mit vieleckigen Lufteinschlüssen, eingebettet. Dabei ist häufig eine ganze Gruppe von Gemmoskeleren gemeinsam eingebettet und nicht jede für sich. Sie sind schlank bis stämmig, stärker gebogen als die Megaskleren und zwischen 145 und 210 Mikrometer lang. Sie sind deutlich mit gebogenen Stacheln besetzt.
Die Megaskleren sind stämmig, glatt, leicht gebogen und selten stachelig. Sie werden 265 bis 370 Mikrometer lang.  Mikroskeren fehlen. Die Knospen sind abgeflacht und klein. Sie stehen einzeln und verteilt oder zusammen und bilden einen Belag an der Basis.
Das Foramen ist schlauchförmig, gerade oder stark gebogen.

## Bedeutung als Neozoon
Das Verbreitungsgebiet des Afrikanischen Süßwasserschwamms liegt ursprünglich in Afrika südlich der Sahara und in Vorderasien bis Indien. Dort lebt die Art als sessil ausschließlich in Binnengewässern.
Offenbar durch Aquarienkulturen gelangte die wärmeliebende Art auch in europäische Binnengewässer. Damit wird er als sogenanntes Neozoon eingestuft. In Deutschland wurde der Afrikanische Süßwasserschwamm erstmals 1993 gefunden. Um 2008 wurden auch erste Exemplare in Panama gefunden.
In Mitteleuropa findet man ihn hauptsächlich in Kühlwasserkreisläufen von Atomkraftwerken, welche aufgrund ihrer erhöhten Temperaturen optimale Lebensbedingungen für die Schwämme darstellen. Aufgrund der kalten europäischen Winter ist E. carteri in seiner Ausbreitungsdynamik stark eingeschränkt, weshalb ihm in der Regel keine große Bedeutung als invasive Art zukommt.